# Quantum Catastrophe
Quantum Catastrophe è il secondo album pubblicato dalla band technical death metal Brain Drill.

## Tracce
Tutte le canzoni sono state scritte da Dylan Ruskin e Steve Rathjen.
1. Obliteration Untold - 3:46 -  (Steve Rathjen)
2. Beyond Bludgeoned - 4:16 -  (Dylan Ruskin)
3. Awaiting Imminent Destruction - 2:51 -  (Steve Rathjen)
4. Nemesis of Neglect - 4:28 -  (Dylan Ruskin)
5. Entity of Extinction - 3:46 -  (Dylan Ruskin)
6. Mercy to None - 3:14 -  (Dylan Ruskin)
7. Monumental Failure - 3:25 -  (Dylan Ruskin)
8. Quantum Catastrophe - 16:03 -  (Dylan Ruskin)

## Formazione
- Steve Rahjen – cantante
- Dylan Ruskin – chitarra, basso
- Ivan Munguia - basso, chitarra
- Ron Casey – batteria